# Académie d'État de la photographie de Munich
L'Académie d'état de la photographie de Munich (Staatliche Fachakademie für Fotodesign München) était une école de formation à la photographie et la création photographique. Créée en 1900 par Georg Heinrich Emmerich (de), elle porta plusieurs noms avant d'être intégrée en 2002 dans la  Hochschule München.

## Anciens noms
- Entre 1900 et 1904: Lehr- und Versuchsanstalt für Photographie.
- Entre 1904 et 1928: Lehr- und Versuchsanstalt für Photographie, Chemie, Lichtdruck und Gravüre.
- Entre 1928 et 1954: Bayerische Staatslehranstalt für Lichtbildwesen.
- Entre 1954 et 1999: Bayerische Staatslehranstalt für Photographie.
- Entre 1999 et 2002: Staatliche Fachakademie für Fotodesign München.

## Anciens enseignants et élèves
- Wanda von Debschitz-Kunowski (1900-1902)
- František Drtikol (1901-1903)
- Alfred Tritschler[1]
- Frank Eugene (1907-1913)
- Germaine Krull (1915-1917)
- Wilhelm Castelli (1921-1923)
- Lotte Jacobi
- Hubs Flöter, 1928
- Johannes Felbermeyer (de)
- Willy Zielke (1923-1924), puis il y fut professeur de 1928 à 1932.
- Dieter Hinrichs (de)
- Ilse Schneider-Lengyel (de)
- Hedda Morrison (1929-?)
- Otti Zacharias (de) (1930-1931)
- Helmut Gernsheim (1934-1936)
- Wolfgang Reisewitz (de) (1948-1949)
- Peter Keetman (1935-1937) et (1947-?)
- Walter E. Lautenbacher (1947-1949)
- Floris Michael Neusüss (1958-1960)
- Chris von Wangenheim (de) (1962-1964)
- Juergen Teller (1982-1984)
- Martin Fengel (de) (1986-1988)
- Jörg Koopmann (1990-1993)
- Thomas Dreier (de) (1994-1999)
- Alice Bommer (1941-1943)[2]